# St. Cyriakus (Schwemmelsbach)

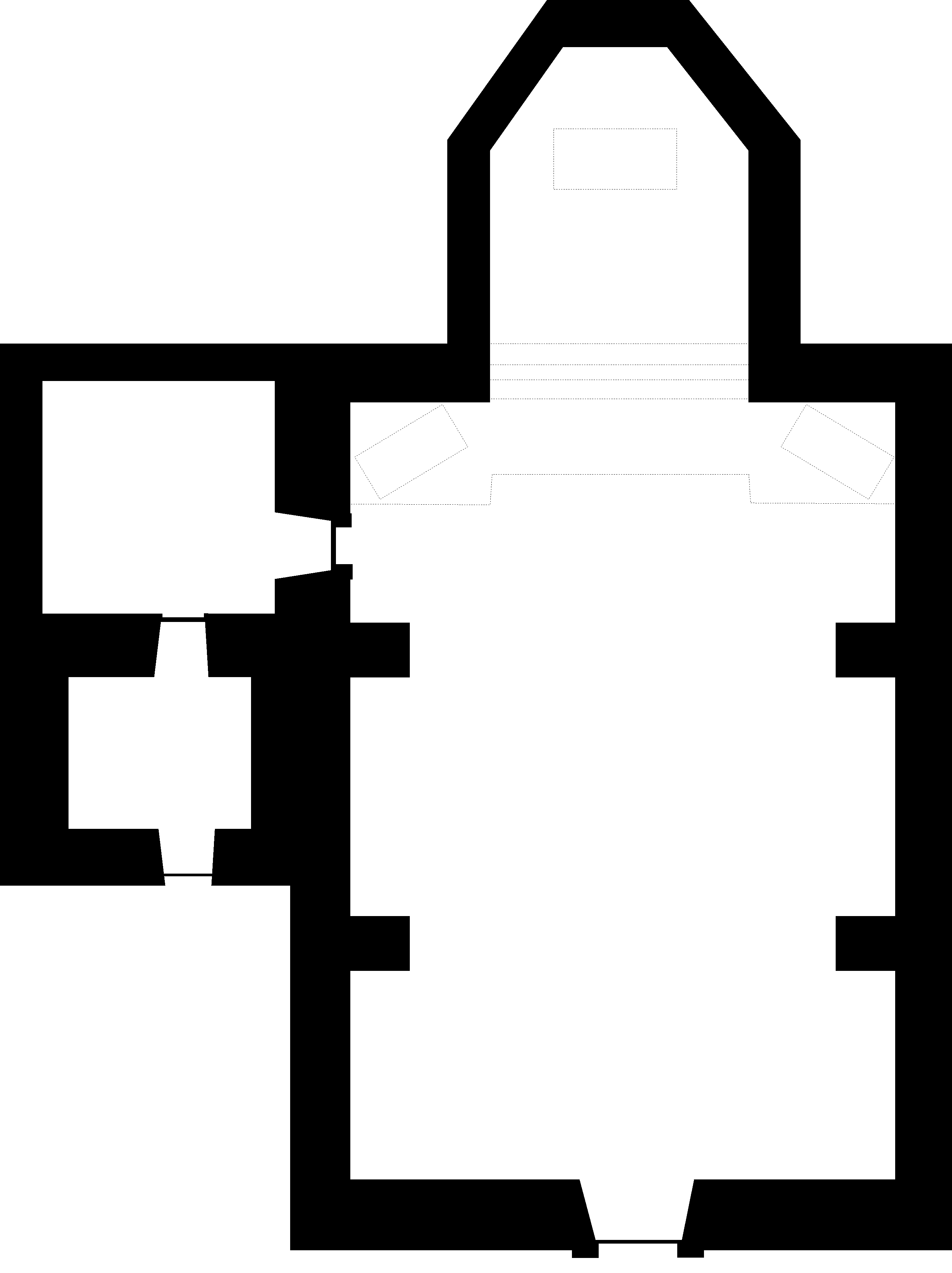
Grundriss der Kuratiekirche St. Cyriakus in Schwemmelsbach

Die Kuratiekirche St. Cyriakus ist ein Kirchengebäude in Schwemmelsbach im Landkreis Schweinfurt, Bayern. Von ihr finden sich urkundliche Verweise aus früherer Zeit. Sie geben Zeugnis, dass schon zur Mitte des 15. Jahrhunderts unter Oberpfarrer Eberhard von Grumbach die Erweiterung einer bestehenden Kirche durchgeführt wurde. Seit der Barockzeit überragt sie mit ihrem Volutengiebel das fränkische Dorf Schwemmelsbach.

## In der Echterzeit
Älteste Substanz der heutigen Kuratiekirche St. Cyriakus ist der typisch fränkische Echterturm. Im Auftrag von Oberpfarrer Erhard von Lichtenstein führte Fürstbischof Julius Echter ab 1592 die Gegenreformation im Reichtal durch. Ein wichtiges Merkmal für diese katholische Antwort auf die protestantische Reformation war die Renovation der kirchlichen Bauwerke, primär der Kirchen selbst.
In Schwemmelsbach wurde ein der Turm in seine heutige Form gebracht. Im Untergeschoss war der Chorraum eingerichtet. Westlich schloss sich das Kirchenschiff mit zwei Achsen an. Im Inneren war typisch für die Zeit und die Gegend wohl eine schlichte hölzerne Flachdecke im Langhaus und im Chorraum ein Gewölbe eingezogen. Die Malereien an den Decken und Wänden fertigte wohl der gleiche Künstler (der Name ist nicht bekannt) aus Gerolzhofen, der auch in Greßthal, Rütschenhausen  und Wasserlosen die Ausmalung der Kirchen vorgenommen hat.
Die Weihe des nun im spätgotischen Stil vollendeten Kirchenraums nahm Weihbischof Eucharius Sang im Sommer 1605 vor.

## Der Barockbau
1729 wurde Johann Sigismund Kilian von Oberpfarrer Wilhelm Jakob von Reinach zum Pfarrvikar bestellt. Sein großer Wunsch war es in Greßthal eine große barocke Pfarrkirche zu errichten. Deshalb ließ er sich dafür von Balthasar Neumann Pläne fertigen. In Greßthal war durch geographische Gegebenheiten allerdings ein Bau in diesem Ausmaß nicht möglich. Der Pfarrvikar machte deshalb der Gemeinde Schwemmelsbach den Vorschlag, hier diesen Bau zu errichten. Die Kosten übernahm zum größten Teil Johann Sigismund Kilian selbst.
Der Grundstein wurde 1738 gelegt, nach dem der alte Kirchenbau aus der Echterzeit abgebrochen war – lediglich der Turm blieb bestehen. Südlich von diesem errichtete man nun nach Vorlagen des Planes von Balthasar Neumann ein dreiachsiges Kirchenschiff mit Chor im Osten. Fürstbischof Friedrich Carl Graf von Schönborn stiftete dem Kirchenbau das Gewölbe und die Ausmalung dessen, als Zeichen der Anerkennung der großen Leistung der Gemeinde Schwemmelsbach und des Pfarrvikars Johann Sigismund Kilian.

## Barocke Ausstattung
Der Hochaltar stammt aus der Werkstatt des Bildhauers Johann Georg Gosolovsky. Die Kanzel fertigte Friedrich Münz. Von ihm stammten auch die einstigen Seitenaltäre, die in den 1920er Jahren entfernt wurden und durch neue (ebenfalls im Barockstil) ersetzt wurden. Die Weihe der vollendeten Kirche vollzog Weihbischof Johannes Bernhard Mayer am 5. Oktober 1744.
Besonders interessant ist die gotische sitzende Madonna (um 1350), die seit 2004 einen neuen Platz an der linken Langhauswand hat. Die Renovierung 2004 hat die Kuratiekirche St. Cyriakus wieder zu einem barocken Kleinod im Reichtal gemacht, das zum Gebet einlädt.

## Glocken
Die Kirche verfügt über drei Glocken, wobei für die älteste das Gussjahr 1404 angegeben wird. Die Tonfolge ist gis′ − h′ − cis″.